# Ananiyya
Els ananiyya foren una secta jueva del segle viii seguidors d'Anan ben David (vers 760), una de les dissidències del judaisme rabínic dels segles VIII i IX.
La secta rebutjava l'antropomorfisme (derivació dels primats) i proclamava la unitat i la justícia divines. Tenien segons els autors àrabs diverses interdiccions en el menjar (en els aliments a prendre) concretades en un calendari.
Anan fou considerat creador de la dissidència anomenada karaïta (la secta jueva dels karaïtes) però els erudits consideren que tot i existir algunes similituds entre anànians i karaïtes, no coincidien en molts aspectes.